# Square Jean-Allemane
Ne pas confondre avec le square Élisa-Mercœur à Nantes
Le square Jean-Allemane, est un espace vert du 11e arrondissement de Paris dans le quartier de la Roquette.

## Situation et accès
Le square est accessible par le 9, rue de Belfort et par le Centre d'animation Mercœur situé au 4, rue Mercœur.
Il est desservi par la ligne 9 à la station Charonne.

## Description
Le square est planté de glycines, tilleuls, orangers du Mexique, noisetiers...

## Origine du nom
Il rend honneur à Jean Allemane (1843-1935), homme politique et syndicaliste français.

## Historique
Cet espace vert est ouvert en 1962 sous le nom de « square Mercœur ». 
Réhabilité en 2011, il est renommé « square Jean-Allemane ».